# Campeonato Sudamericano de Natación de 2021
El XLV Campeonato Sudamericano e Natación de 2021 se celebró del 16 al 19 de marzo de 2021 en el Parque Olímpico de la Juventud de Buenos Aires, Argentina. 

## Países participantes
Los resultados de los nadadores de países invitados no se contabilizan en la clasificación general del campeonato. La posición en que clasifiquen dichos nadadores se comparte con el nadador en la posición siguiente que representa a un país sudamericano.
- Argentina
- Bolivia
- Brasil
- Chile
- Colombia
- Ecuador
- El Salvador*
- Guatemala*
- Guyana
- Haití*
- Honduras*
- México*
- Panamá*
- Paraguay
- Perú
- Puerto Rico*
- Surinam
- Uruguay
- Venezuela

*Países invitados

## Resultados

### Eventos masculinos
| Evento             | Oro                                                                                  | Oro               | Plata                                                                             | Plata           | Bronce                                                                          | Bronce          |
| ------------------ | ------------------------------------------------------------------------------------ | ----------------- | --------------------------------------------------------------------------------- | --------------- | ------------------------------------------------------------------------------- | --------------- |
| 50 m libre         | Alberto Mestre · Venezuela · Lucas Peixoto · Brasil · Enzo Martínez Scarpe · Uruguay | 22.44             |                                                                                   |                 |                                                                                 |                 |
| 100 m libre        | Lucas Peixoto · Brasil                                                               | 49.36             | Alberto Mestre · Venezuela                                                        | 49.43           | Cristian Quintero · Venezuela                                                   | 49.60           |
| 200 m libre        | Cristian Quintero · Venezuela                                                        | 1:50.22           | Lucas Peixoto · Brasil                                                            | 1:50.25         | Pablo Silva Vieira · Brasil                                                     | 1:50.45         |
| 400 m libre        | Murilo Sartori · Brasil                                                              | 3:54.24           | Pablo Silva Vieira · Brasil                                                       | 3:54.46         | Joaquín Vargas · Perú                                                           | 3:55.54         |
| 800 m libre        | Juan Manuel Morales Restrepo · Colombia                                              | 8:02.29           | Marcelo Acosta · El Salvador · Eduardo De Morais · Brasil                         | 8:06.97 8:08.50 | Santiago Corredor · Colombia                                                    | 8:09.51         |
| 1500 m libre       | Marcelo Acosta · El Salvador · Ivo Cassini · Argentina                               | 15:26.24 15:30.81 | Pedro Guastelli · Brasil                                                          | 15:33.16        | Martín Carrizo Argentina                                                        | 15:36.91        |
|                    |                                                                                      |                   |                                                                                   |                 |                                                                                 |                 |
| 50 m espalda       | Yeziel Morales · Puerto Rico · Antonhy Rincón · Colombia                             | 25.85 25.90       | Charles Hockin Paraguay                                                           | 25.98           | Pedro Motta · Brasil                                                            | 26.00           |
| 100 m espalda      | Yeziel Morales · Puerto Rico · Antonhy Rincón · Colombia                             | 55.74 55.91       | Agustín Hernández Argentina                                                       | 56.23           | Omar Pinzón · Colombia                                                          | 56.47           |
| 200 m espalda      | Yeziel Morales · Puerto Rico · Omar Pinzón · Colombia                                | 1:59.38 2:02.03   | Tomás Peribonio · Ecuador                                                         | 2:02.87         | Juan Ignacio Méndez Argentina                                                   | 2:03.38         |
|                    |                                                                                      |                   |                                                                                   |                 |                                                                                 |                 |
| 50 m pecho         | Renato Prono Paraguay                                                                | 27.60             | Jorge Murillo · Colombia                                                          | 27.83           | Gabriel Morelli Argentina                                                       | 28.37           |
| 100 m pecho        | Jorge Murillo · Colombia                                                             | 1:00.53           | Gabriel Morelli Argentina                                                         | 1:02.26         | Renato Prono Paraguay                                                           | 1:02.44         |
| 200 m pecho        | Jorge Murillo · Colombia                                                             | 2:12.70           | Gabriel Morelli Argentina                                                         | 2:14.01         | Miguel de Lara · México · Pedro Muschioni · Brasil                              | 2:16.80 2:19.49 |
|                    |                                                                                      |                   |                                                                                   |                 |                                                                                 |                 |
| 50 m mariposa      | Victor Baganha · Brasil                                                              | 24.03             | Roberto Strelkov Argentina                                                        | 24.07           | Guido Buscaglia Argentina                                                       | 24.29           |
| 100 m mariposa     | Victor Baganha · Brasil                                                              | 53.40             | Jorge Otaiza · Venezuela                                                          | 53.65           | Bryan Chávez · Venezuela                                                        | 53.90           |
| 200 m mariposa     | Gustavo Saldo · Brasil                                                               | 1:58.76           | Federico Ludueña Argentina                                                        | 2:01.15         | Nicolás Deferrari Argentina                                                     | 2:01.60         |
|                    |                                                                                      |                   |                                                                                   |                 |                                                                                 |                 |
| 200 m combinado    | Tomás Peribonio · Ecuador                                                            | 2:00.84           | Omar Pinzón · Colombia                                                            | 2:03.77         | Vinicius Tavares · Brasil                                                       | 2:03.99         |
| 400 m combinado    | Tomás Peribonio · Ecuador                                                            | 4:19.92           | Vinicius Tavares · Brasil                                                         | 4:29.72         | Pedro Muschioni Argentina                                                       | 4:30.62         |
|                    |                                                                                      |                   |                                                                                   |                 |                                                                                 |                 |
| 4x100 m. libre     | Brasil · Guilherme Caribé · Victor Alcará · Victor Baganha · Lucas Peixoto           | 3:18.54           | Venezuela · Alberto Mestre · Jesús López Yánez · Bryan Chávez · Cristian Quintero | 3:19.64         | Argentina Joaquín González Roberto Strelkov Joaquín Renzi Guido Buscaglia       | 3:22.39         |
| 4x200 m. libre     | Brasil · Murillo Sartori · Pablo Silva · Gustavo Saldo · Lucas Peixoto               | 7:24.32           | Argentina Joaquín González Franco Melian MArtín Carrizo Joaquín Renzi             | 7:43.03         | Chile · Jorge Depassier · Eduardo Cisternas · Mariano Lazzerini · Gabriel Araya | 7:39.364        |
| 4x100 m. combinado | Colombia · Antonhy Rincón · Jorge Murillo · Esnaider Reales · Santiago Aguilera      | 3:41.12           | Argentina Agustín Hernández Gabriel Morelli Nicolás Deferrari Guido Buscaglia     | 3:41.65         | Brasil · Pedro Motta · Davi Mourado · Victor Baganha · Lucas Peixoto            | 3:42.91         |
|                    |                                                                                      |                   |                                                                                   |                 |                                                                                 |                 |

### Eventos femeninos
| Evento             | Oro                                                                                   | Oro             | Plata                                                                                   | Plata           | Bronce                                                                             | Bronce      |
| ------------------ | ------------------------------------------------------------------------------------- | --------------- | --------------------------------------------------------------------------------------- | --------------- | ---------------------------------------------------------------------------------- | ----------- |
| 50 m libre         | Isabella Arcila · Colombia                                                            | 25.38           | Jeserik Pinto · Venezuela                                                               | 25.52           | Andrea Berrino Argentina                                                           | 25.74       |
| 100 m libre        | Anicka Delgado · Ecuador                                                              | 55.97           | Isabella Arcila · Colombia                                                              | 56.01           | Miriam Sheehan Puerto Rico Andrea Berrino Argentina                                | 56.59 56.86 |
| 200 m libre        | Rafaela Raurich · Brasil                                                              | 2:01.83         | Sofía Rondel · Brasil                                                                   | 2:02.12         | Marin Alexandre · Chile                                                            | 2:03.77     |
| 400 m libre        | Delfina Pignatiello Argentina                                                         | 4:15.00         | Rafaela Raurich · Brasil                                                                | 4:17.32         | Lucía Gauna Argentina                                                              | 4:18.25     |
| 800 m libre        | Delfina Pignatiello Argentina                                                         | 8:34.10         | Kristel Kobrich · Chile                                                                 | 8:34.11         | Delfina Dini Argentina                                                             | 8:44.92     |
| 1500 m libre       | Kristel Kobrich · Chile                                                               | 16:06.78        | Delfina Pignatiello Argentina                                                           | 16:25.68        | Delfina Dini Argentina                                                             | 16:40.97    |
|                    |                                                                                       |                 |                                                                                         |                 |                                                                                    |             |
| 50 m espalda       | Isabella Arcila · Colombia                                                            | 28.77           | Miriam Sheehan Puerto Rico Andrea Berrino Argentina                                     | 28.89 29.12     | Celia Pulido · México · Alexia Sotomayor · Perú                                    | 29.16 29.60 |
| 100 m espalda      | Isabella Arcila · Colombia                                                            | 1:02.08         | María Pessanha · Brasil                                                                 | 1:02.71         | McKenna De Bever · Perú                                                            | 1:02.88     |
| 200 m espalda      | Carmen Márquez · El Salvador · Andrea Berrino · Argentina                             | 2:15.27 2:16.43 | María Pessanha · Brasil                                                                 | 2:16.46         | Alexia Assuncao · Brasil                                                           | 2:17.19     |
|                    |                                                                                       |                 |                                                                                         |                 |                                                                                    |             |
| 50 m pecho         | Macarena Ceballos Argentina                                                           | 31.27           | Julia Sebastián Argentina                                                               | 31.55           | Byanca Rodríguez · México · Karina Vivas · Colombia                                | 31.91 32.35 |
| 100 m pecho        | Julia Sebastián Argentina                                                             | 1:08.93         | Byanca Rodríguez · México · Macarena Ceballos · Argentina                               | 1:09.25 1:09.49 | Karina Vivas · Colombia                                                            | 1:10.22     |
| 200 m pecho        | Julia Sebastián Argentina                                                             | 2:27.59         | Byanca Rodríguez · México · Gabrielle Da Silva · Brasil                                 | 2:28.53 2:28.53 | Macarena Ceballos Argentina                                                        | 2:31.18     |
|                    |                                                                                       |                 |                                                                                         |                 |                                                                                    |             |
| 50 m mariposa      | Anicka Delgado · Ecuador                                                              | 26.66           | Jesserik Pinto · Venezuela                                                              | 26.94           | Luanna Martins · Brasil                                                            | 27.36       |
| 100 m mariposa     | Anicka Delgado · Ecuador                                                              | 1:00.27         | Macarena Ceballos Argentina                                                             | 1:00.49         | Luanna Martins · Brasil                                                            | 1:00.61     |
| 200 m mariposa     | María Mata · México · Rafaela Raurich · Brasil                                        | 2:12.66 2:14.09 | Virginia Bardach Argentina                                                              | 2:14.58         | Maria Pessanha · Brasil                                                            | 2:15.51     |
|                    |                                                                                       |                 |                                                                                         |                 |                                                                                    |             |
| 200 m combinado    | McKenna De Bever · Perú                                                               | 2:16.07         | Fernanda Celidonio · Brasil                                                             | 2:16.83         | Virginia Bardach Argentina                                                         | 2:17.76     |
| 400 m combinado    | Virginia Bardach Argentina                                                            | 4:49.76         | María Alborzen Argentina                                                                | 4:53.98         | Fernanda Celidonio · Brasil                                                        | 4:57.50     |
|                    |                                                                                       |                 |                                                                                         |                 |                                                                                    |             |
| 4x100 m. libre     | Argentina María Ruggiero Lucía Gauna Macarena Ceballos Andrea Berrino                 | 3:50.02         | Colombia · Isabella Arcila · Karen Durango · María Álvarez Pugliese · Daniela Gutiérrez | 3:50.51         | Brasil · Rafaela Raurich · Julia Goes · Fernanda Andrade · Sofía Rondel            | 3:50.73     |
| 4x200 m. libre     | Brasil · Rafaela Raurich · Fernanda Andrade Dos Santos · Giulia Salesi · Sofía Rondel | 8:15.35         | Argentina Lucía Gauna Virginia Bardach Delfina Dini Delfina Pignatiello                 | 8:20.71         | Colombia · Karen Durango · Laura Melo · María Álvarez Pugliese · Daniela Gutiérrez | 8:27.95     |
| 4x100 m. combinado | Argentina Andrea Berrino Julia Sebastián Macarena Ceballos Lucía Gauna                | 4:10.56         | Colombia · Isabella Arcila · Karina Vivas · Valentina Becerra · Daniela Gutiérrez       | 4:11.31         | Brasil · María Pessanha · Gabrielle Da Silva · Luanna Martins · Fernanda Andrade   | 4:12.44     |
|                    |                                                                                       |                 |                                                                                         |                 |                                                                                    |             |

### Eventos mixtos
| Evento             | Oro                                                                              | Oro     | Plata                                                                         | Plata   | Bronce                                                                        | Bronce  |
| ------------------ | -------------------------------------------------------------------------------- | ------- | ----------------------------------------------------------------------------- | ------- | ----------------------------------------------------------------------------- | ------- |
| 4x100 m. combinado | Colombia · Isabella Arcila · Jorge Murillo · Esnaider Reales · Daniela Gutiérrez | 3:53.08 | Argentina Agustín Hernández Julia Sebastián Macarena Ceballos Guido Buscaglia | 3:53.84 | Brasil · María Pessanha · Gabrielle Da Silva · Victor Baganha · Lucas Peixoto | 3:59.93 |

## Clasificación final
| Posición | País      | Puntos |
| -------- | --------- | ------ |
| 1        | Argentina | 439    |
| 2        | Brasil    | 419.33 |
| 3        | Colombia  | 267    |
| 4        | Chile     | 139    |
| 5        | Venezuela | 122.33 |
| 6        | Ecuador   | 75.5   |
| 7        | Paraguay  | 69     |
| 8        | Perú      | 67.5   |
| 9        | Uruguay   | 51.33  |
| 10       | Bolivia   | 12     |